# Levantamiento bolchevique en Petrogrado
El levantamiento armado en Petrogrado (en ruso; Октябрьское вооружённое восстание в Петрограде) fue un levantamiento llevado a cabo por los bolcheviques del 24 al 26 de octubre (6 al 8 de noviembre) de 1917, en Petrogrado, la capital de la República Rusa, siendo el principal acontecimiento de la Revolución de Octubre. Fue llevado a cabo por la Guardia Roja, soldados de la guarnición de Petrogrado y marineros de la Flota del Báltico. El liderazgo directo del levantamiento estuvo a cargo de Comité Militar Revolucionario del Sóviet de Petrogrado. Como resultado del levantamiento, el Gobierno provisional fue derrocado y se estableció el poder de los sóviets. El levantamiento en Petrogrado fue el acontecimiento decisivo de la Revolución de Octubre de 1917 en Rusia.

## Antecedentes
El “camino de la insurrección armada” fue adoptado por los bolcheviques en el VI Congreso del partido, a principios de agosto, pero en ese momento el partido, que se encontraba en la clandestinidad, no pudo ni siquiera prepararse para la insurrección: los trabajadores que simpatizaban con los bolcheviques fueron desarmados, sus organizaciones militares fueron reprimidas y los regimientos revolucionarios de la guarnición de Petrogrado fueron disueltos. La oportunidad de armar a sus partidarios se presentó a los bolcheviques tras el fallido golpe de Estado de Kornílov, pero después de su liquidación, la dirección del partido bolchevique pareció abrir una nueva página en el desarrollo pacífico de la revolución.
A mediados de septiembre Vladímir Lenin volvió a hablar de la preparación inmediata de un levantamiento armado. Sin embargo, Lenin se encontraba en una posición legal complicada y no podía participar directamente en eventos políticos. Inicialmente, su propuesta fue rechazada categóricamente por los miembros del Comité Central del POSDR (b).
Del 14 al 22 de septiembre se celebró en Petrogrado una conferencia democrática en la que también participó la facción bolchevique, pero no se llegó a un acuerdo ni sobre la creación de un gobierno socialista ni sobre el traspaso del poder a los sóviets. En una reunión conjunta de la facción de los bolcheviques y miembros del Comité Central el 21 de septiembre, por mayoría de votos, se decidió incorporarse al Consejo de la República, aunque algunos de los participantes en la reunión se opusieron. El 23 de septiembre, representantes del Comité Ejecutivo Central y de los sóviets regionales programaron el II Congreso de los Sóviets para el 20 de octubre. El 25 de septiembre se eligió una nueva composición del Presídium del Sóviet de Petrogrado, encabezada por Lev Trotski. 
En este punto, la dirección de los bolcheviques sobre el tema del levantamiento se dividió en tres grupos principales. Algunos de ellos, entre quienes estaban Lev Kámenev y Grigori Zinóviev, se opusieron a la idea de un levantamiento, mientras que otros, como Trotski, consideraban necesario sincronizar el levantamiento con la inauguración del II Congreso de los Sóviets, sin embargo, Lenin exigió iniciar el levantamiento inmediatamente.

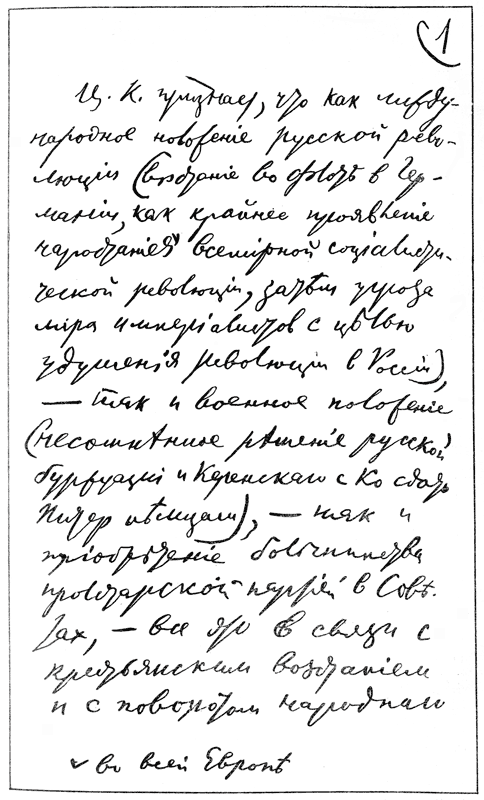
Manuscrito de la resolución de Lenin adoptada en una reunión del Comité Central del POSDR el 23 de octubre de 1917.

Incluso antes de que comenzaran las reuniones del Consejo de la República, el Comité Central cambió la decisión anterior, abogando ahora por su boicot. El 7 de octubre, en la primera reunión del Consejo de la República, la facción bolchevique encabezada por Trotski abandonó desafiante la sala de reuniones. El 10 (23) de octubre se celebró en Petrogrado una reunión del Comité Central del Partido Bolchevique, a la que esta vez también asistió Lenin. Después de un acalorado debate, se adoptó una resolución "Sobre el momento actual", poniendo el levantamiento en la agenda. El 16 (29) de octubre se realizó una reunión ampliada del Comité Central, con la participación de representantes de los distritos, que confirmó la decisión. Kámenev y Zinóviev continuaron oponiéndose al levantamiento armado. Kámenev esbozó su posición en una nota publicada en el periódico «Novaya Zhizn» de Máksim Gorki el 18 de octubre. 
El 5 de octubre, el jefe del Gobierno Provisional, Aleksándr Kérenski ordenó al comisario del gobierno en el Frente Norte, Vladímir Voitinski, transferir las unidades menos confiables de la capital, reemplazándolas con unidades de primera línea; el mismo día, se le dio una orden apropiada al comandante del Distrito Militar de Petrogrado, Gueorgui Pólkovnikov. Sin embargo, el comandante del Frente Norte, el general Cheremisov, se pronunció en contra de tal iniciativa debido a que ya había suficientes unidades de este tipo en el frente". 
Esta medida provocó un fuerte descontento en la guarnición de Petrogrado. Muchas unidades, como por ejemplo el Regimiento Jäger, la 2.ª Tripulación Naval del Báltico, así como muchas otras, adoptaron resoluciones en sus reuniones condenando la retirada de tropas propuesta, declararon su desconfianza en el Gobierno Provisional y exigieron la transferencia del poder a los Sóviets. Los comités de soldados del ejército del Frente Norte expresaron su molestia por esta posición de la guarnición, instándolos a "cumplir con su deber revolucionario". El gobierno decidió organizar una reunión de delegados de la guarnición con representantes de los comités del ejército y del mando del frente. En una reunión en Pskov el 17 de octubre, los representantes de los soldados de primera línea declararon con indignación que los soldados de la guarnición “viven cómodamente en la retaguardia”, en respuesta a lo cual los representantes de la guarnición de Petrogrado objetaron que “sufrieron sacrificios significativos en nombre de la revolución.” Como resultado, la delegación de la guarnición de Petrogrado se negó a firmar ningún acuerdo.

## Papel del Comité Militar Revolucionario

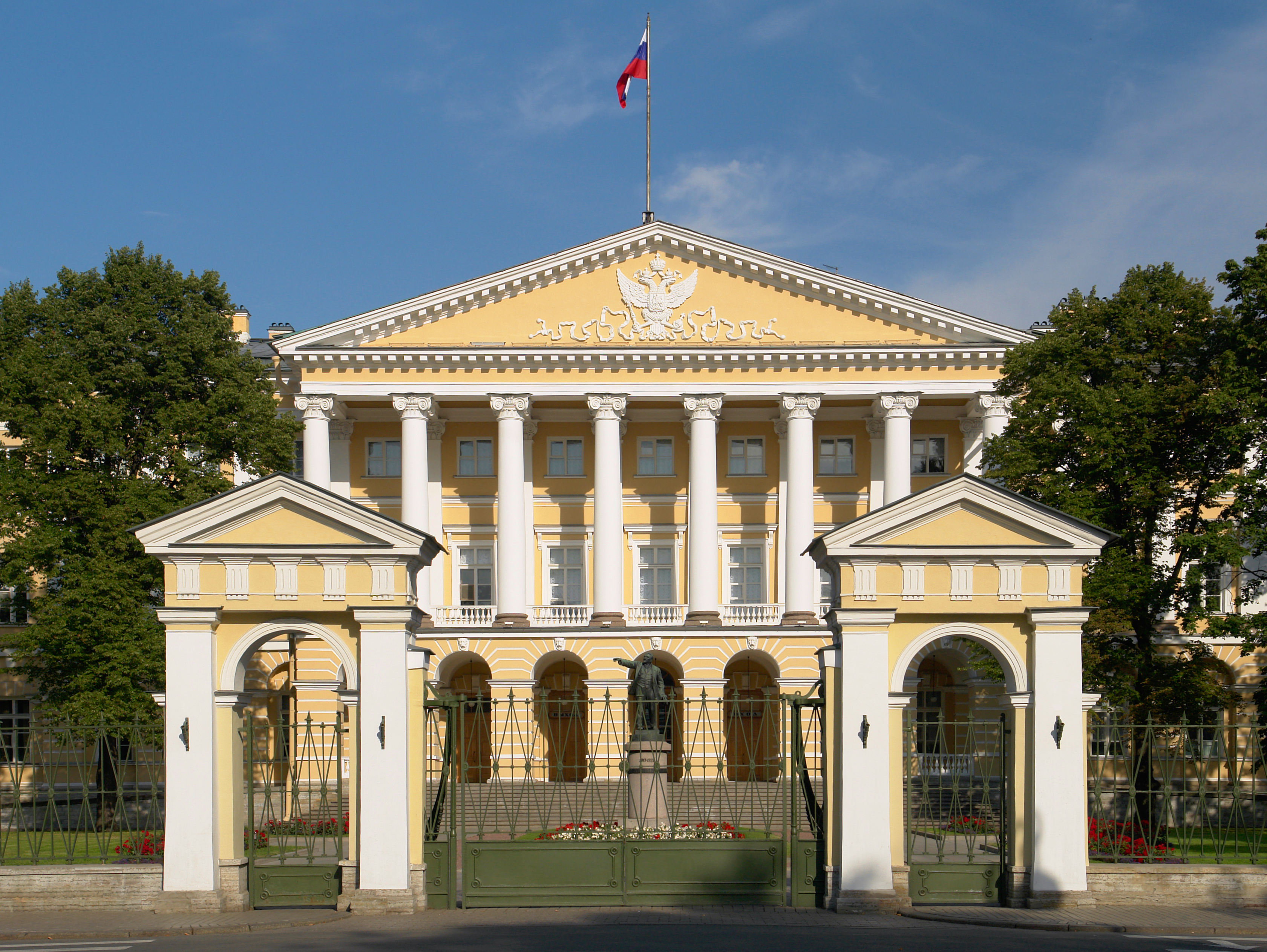
Instituto Smolny, sede del Comité Militar Revolucionario durante el levantamiento.

El 9 de octubre, el comité ejecutivo del Sóviet de Petrogrado consideró preguntas sobre la defensa militar de Petrogrado y sobre las sospechas de las unidades de guarnición sobre los motivos de las acciones del gobierno, todos los oradores reconocieron que los temores de los soldados podrían estar justificados. Los mencheviques y socialrevolucionarios propusieron la creación de un comité para la preparación de la defensa, a su vez, los bolcheviques propusieron su propia versión de una resolución sobre la creación de un "comité de defensa revolucionario" y la adopción de medidas para armar a los trabajadores en para proteger la revolución del "ataque abiertamente preparado por kornílovistas militares y civiles". El 12 de octubre, la cuestión de crear un comité fue aprobada por unanimidad en una reunión del comité ejecutivo del Sóviet de Petrogrado. En última instancia, fue la versión bolchevique la que se aprobó oficialmente en el pleno del Sóviet de Petrogrado en la noche del 16 de octubre. 
El Comité Militar Revolucionario celebró su primera reunión organizativa el 20 de octubre, eligiendo un Buró de 5 personas, que incluía a tres bolcheviques (Antónov-Ovséyenko, Podvoiski y Sadovski) y dos socialrevolucionarios de izquierda (Lazimir y Sujárkov). Formalmente, Lazimir estaba al frente de la Mesa, pero en la práctica las principales decisiones las tomaban los tres representantes de los bolcheviques. La formación del VRK se completó el 21 de octubre, su composición, que contaba con varias docenas de personas, incluía bolcheviques, socialrevolucionarios de izquierda y varios anarquistas, mientras que los mencheviques desde el principio se negaron a unirse al VRK. El comité también incluía representantes del Sóviet de Petrogrado, del Consejo de Diputados Campesinos, del Tsentrobalt, y del Comité Ejecutivo Regional del Ejército, la Marina y los Trabajadores en Finlandia, así  como de comités de fábricas y sindicatos. El VRK estaba ubicado en la misma sede que el Sóviet de Petrogrado, el Instituto Smolny.
Inicialmente, el Comité Central asignó un papel de liderazgo en la preparación del levantamiento a la Organización Militar del Comité de Petrogrado del POSDR (b), que estaba encabezada por Podvoiski y Vladímir Nevski, pero después de la formación del VRC, este papel le fue transferido. La organización militar debía obedecer las decisiones del Comité Militar Revolucionario. De hecho, este cuerpo coordinó la preparación de un levantamiento armado, aportando el aspecto militar de la actuación. 

## Preparativos del levantamiento
El 18 de octubre, se llevó a cabo una reunión de guarnición, en la que los representantes de los regimientos se pronunciaron a favor de apoyar un levantamiento armado contra el gobierno, si tal discurso se pronunciara en nombre del Sóviet de Petrogrado.
El 21 de octubre, una reunión de representantes de los regimientos, promulgó una resolución adoptada, en la que reconocían como única autoridad al Sóviet de Petrogrado. A partir de ese día, el Comité Militar Revolucionario comenzó a sustituir en unidades militares a los comisarios previamente designados por el gobierno. En la noche del 22 de octubre, representantes del Comité Militar Revolucionario anunciaron oficialmente al comandante del distrito militar, Pólkovnikov, el nombramiento de sus comisarios en el cuartel general del distrito, pero Pólkovnikov se negó a cooperar con ellos. El 23 de octubre, cuando el reemplazo de los comisarios estaba a punto de completarse, el VRK emitió una orden que otorgaba a sus comisarios un derecho ilimitado a vetar las órdenes de las autoridades militares. En la tarde del mismo día, la guarnición de la Fortaleza de San Pedro y Pablo también se pasó de lado del Comité Militar Revolucionario, y estableció el control sobre el arsenal adyacente de Kronverkski. A continuación se inició la expedición de armas para armar a los destacamentos de la Guardia Roja.
Durante todo el día del 22 de octubre y la noche al 23 de octubre, Kérenski discutió con sus principales asesores la cuestión de la situación. El Primer Ministro ordenó que el jefe de Estado Mayor del Distrito Militar de Petrogrado, General Yákov Bagratuni, de enviar un duro ultimátum al Sóviet de Petrogrado: o retiraba inmediatamente su declaración del 22 de octubre o las autoridades militares tomarán las medidas necesarias para restaurar la ley y el orden. Se ordenó a la sede del Distrito Militar de Petrogrado que tomara todas las medidas necesarias para implementar las decisiones del gobierno. El general Bagratuni dio órdenes a los cadetes de las escuelas militares de Petrogrado, las escuelas de insignias de sus suburbios y otras unidades para que llegaran a la Plaza del Palacio  .

## 24 de octubre
El 24 de octubre (6 de noviembre) se inició la lucha armada abierta entre los miembros del Comité Militar Revolucionario (VRK) y el Gobierno Provisional. Por la mañana, los junkers cerraron la imprenta «Trud», que imprimía la edición del periódico bolchevique «Rabochi Put» (antecesor del Pravda), incautando la circulación del periódico y siendo esta vigilada por guardias. Al enterarse, los líderes del VRK redactaron y entregaron a los comités de campo y comisarios en las unidades militares la "Orden No. 1":

"El Sóviet de Petrogrado está en peligro directo; por la noche, los conspiradores contrarrevolucionarios intentaron convocar junkers y batallones de choque desde las afueras de Petrogrado. Los periódicos "Soldat" y "Rabochi Put" están cerrados. Se ordena poner en alerta al regimiento. Espere más instrucciones. Cualquier demora y confusión será considerada como una traición a la revolución."

Luego se dio la orden de enviar un destacamento para proteger la imprenta. Una compañía de soldados del regimiento lituano bajo el mando de Piótr Dashkévich llegó a la imprenta Trud y expulsó a los junkers, reanudando la publicación del periódico.
Posteriormente se llevó a cabo una reunión del Comité Central del partido, en la que la dirección de los bolcheviques consideró que el gobierno ya no negociaba, sino que iniciaba una lucha abierta, pero decidieron limitarse a medidas defensivas en previsión de la apertura del Congreso de los Sóviets. 
Por la tarde, una compañía de un batallón de mujeres de choque (formada por unas 200 personas) y 68 cadetes de la Escuela de Artillería Mijáilovski llegaron al Palacio de Invierno. Además, ya se encontraban en el palacio 134 oficiales y unas 2 mil personas de las escuelas de insignias de Peterhof, Oranienbaum y Gatchina. Usando estas fuerzas, Kérenski trató de proteger edificios gubernamentales, puentes y estaciones de tren. El mismo día, habló en una sesión del Consejo de la República, con la esperanza de obtener una resolución de apoyo al gobierno. Sin embargo, en una reunión a las 19:00 horas., el Consejo de la República se negó a otorgar poderes de emergencia a Kérenski para reprimir el levantamiento bolchevique, adoptaron una resolución criticando duramente al gobierno y exigiendo reformas decisivas, en particular en el tema de la tierra y las negociaciones de paz.  
Por la noche, el Comité Militar Revolucionario emitió un llamamiento "A la población de Petrogrado", diciendo que el Sóviet de Petrogrado se encargó de "proteger el orden revolucionario de los intentos de los pogromistas contrarrevolucionarios" e instó a los residentes a mantener la calma. Más tarde, la Duma de la Ciudad, encabezada por Grigori Schrader adoptó una resolución condenando el levantamiento y llamando a la población de Petrogrado a unirse en torno a la Duma "en nombre de la subordinación de la fuerza bruta a la ley", y anunció la creación del Comité de Seguridad Pública.
El gobierno y el Estado Mayor decidieron levantar los puentes sobre el Neva. Los junkers de la Escuela de Artillería Mijáilovski llegaron Puente Liteini, pero fueron desarmados. El batallón de mujeres de choque intentó sin éxito disolver el Puente Trinity. Los junkers lograron levantar solo el Puente Nikoláyevski y mantener el Puente del Palacio durante algún tiempo. Los soldados de la guarnición, subordinados al Comité Militar Revolucionario, ocuparon los pequeños puentes Grenadier y Sampsoniyevski a través del Bolshaya Nevka entre el distrito de Vyborgski y el lado de Petrogrado. Por la noche, un destacamento de soldados del regimiento Keksholmski enviado por el Comité Militar Revolucionario ocupó el Telégrafo Central, y Leonid Stark, que comandaba un destacamento de marineros, estableció el control sobre la Agencia de Telégrafos de Petrogrado. Se enviaron telegramas desde el Comité Militar Revolucionario hacia Kronstadt, Helsinki y Tsentrobalt pidiendo buques de guerra de la Flota Báltica con destacamentos de marineros. Esta orden comenzó a ejecutarse. Los soldados del Regimiento de Guardias Izmaílovski ocuparon la Estación Báltica para evitar la llegada de tropas leales al gobierno. A última hora de la tarde, Lenin, acompañado por el socialista finlandés Eino Rahja, salió de la casa segura y llegó al Instituto Smolny. A Lenin le pareció que los acontecimientos se desarrollaban muy lentamente, y comenzó a exigir que se tomaran medidas más decisivas para derrocar al Gobierno Provisional.

## 25 de octubre
En la noche del 24 al 25 de octubre (del 6 al 7 de noviembre en el calendario juliano), las fuerzas del levantamiento lanzaron una ofensiva decisiva. Hubo una toma sistemática de puntos estratégicos y oficinas gubernamentales. A la 1:25 a. m., las fuerzas de los soldados del regimiento Keksholmski, la Guardia Roja de la región de Víborg y un destacamento de marineros bálticos tomaron la Oficina Principal de Correos. A las 2 a. m., la estación Nikoláyevski fue ocupada por la primera compañía del 6.º batallón de ingenieros de reserva. Por la noche, el crucero "Aurora" se detuvo en el puente Nikoláyevski, aunque este puente fue recuperado de los junkers y derribado nuevamente. Al mismo tiempo, un destacamento de la Guardia Roja ocupó la Central Eléctrica, cortando el suministro eléctrico a los edificios gubernamentales. Aproximadamente a las 6 de la mañana, los marineros de la tripulación naval de la guardia ocuparon el edificio del Banco Estatal, a las 7 de la mañana, las fuerzas de los soldados del regimiento Keksgolmski y la Guardia Roja de Víborg. El lado tomó la Central Telefónica después del desarme de los cadetes que la custodiaban desde la Escuela Militar Vladímir. A las 8, destacamentos de la Guardia Roja de los distritos de Moscú y Narva ocuparon la última estación ferroviaria que quedaba en manos del gobierno.
El comandante del Distrito Militar de Petrogrado, Pólkovnikov, envió un informe a Kérenski, en el que evaluó la situación como "crítica" y concluyó que, en la práctica, "no hay tropas a disposición del gobierno". Kérenski hizo un llamamiento a los 1°, 4° y 14° regimientos cosacos para que participaran en la defensa de la "democracia revolucionaria", pero las unidades cosacas se negaron a someterse al Gobierno Provisional y no abandonaron los cuarteles. Aun así, solo unas 200 personas del 14.º regimiento llegaron al Palacio de Invierno. Kérenski decidió involucrar unidades del ejército de primera línea en la defensa del gobierno. Dejó a Aleksandr Konoválov como jefe temporal del gabinete y comenzó los preparativos para una partida inmediata a Pskov. A las 11 en punto, Kérenski salió de Petrogradoen un automóvil de la embajada estadounidense.
Por la mañana se creó un cuartel de campo en el Comité Militar Revolucionario (conformado por Vladímir Antónov-Ovséyenko, Konstantín Ereméyev y Grigori Chudnovski). Se desarrolló un plan según el cual los rebeldes debían tomar posesión del Palacio Mariinski y disolver el Pre-Parlamento, y luego rodear al Palacio de Invierno. Estaba previsto que el gobierno se rindiera sin resistencia y, en caso de negativa, se suponía que dispararía contra el Palacio de Invierno tanto desde la Fortaleza de Pedro y Pablo como desde el crucero Aurora, y luego se tomaría el palacio mediante un asedio.
A las 9 de la mañana, 7 compañías del regimiento Keksholm partieron para ocupar los accesos al Palacio Mariinski. A las 10 en punto, el Comité Militar Revolucionario emitió un llamamiento "A los ciudadanos de Rusia", anunciando que el Gobierno Provisional había sido derrocado y que el poder estatal había pasado al Comité Militar Revolucionario del Sóviet de Petrogrado de Diputados Obreros y Soldados.
A las 12:30 en el Palacio Mariinski, donde en ese momento se realizaba una reunión del Pre-Parlamento, comenzaron a aparecer soldados revolucionarios del regimiento Kexholm y marineros de la tripulación de la Guardia. En ese momento, los teléfonos estaban apagados en el mismo Palacio Mariinski. A las 13:00 el comisionado del Comité Militar Revolucionario, Grigori Chudnovski, exigió que el público despejara la sala. Algunos de ellos obedecieron, pero unos cien delegados continuaron sentados durante algún tiempo.
A las 2 de la tarde llegaron barcos de Kronstadt: dos minadores "Amur" y "Joper", el yate "Zarnitsa", el buque escuela "Verny" y un anticuado acorazado, con un total de unos tres mil marineros. 
A las 14:35 se inauguró una reunión de emergencia del Sóviet de Petrogrado. Al iniciar la reunión, Trotski anunció: “¡En nombre del Comité Militar Revolucionario, anuncio que el Gobierno Provisional ya no existe!”, y luego se refirió al desarrollo de los hechos. Después de Trotski, apareció Lenin entre aplausos y anunció al sóviet: “¡Camaradas! Ha tenido lugar la revolución obrera y campesina, de cuya necesidad han estado hablando los bolcheviques todo el tiempo". A las 22:40 horas se inauguró en el Smolny el II Congreso de los Sóviets de Toda Rusia.

## Asalto al Palacio de Invierno

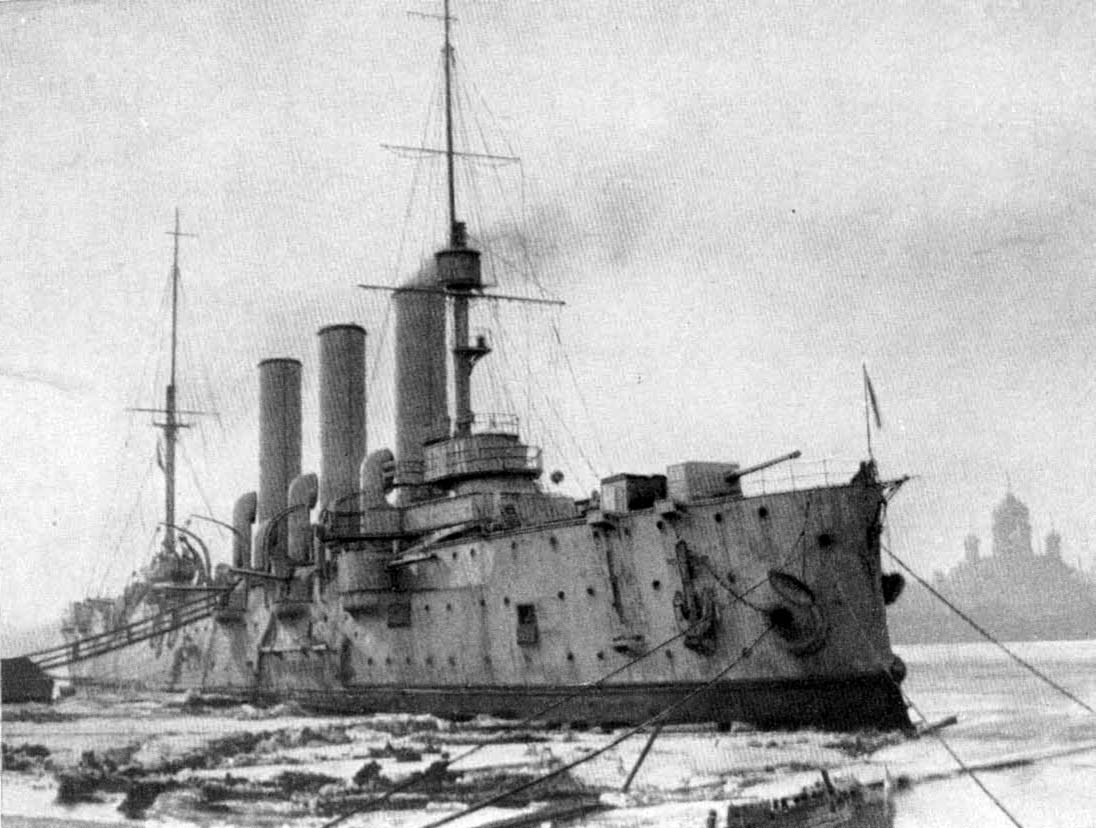
El crucero Aurora en 1917.

Por la tarde, las fuerzas del regimiento Pavlovski rodearon el Palacio de Invierno en las calles Millionnaya, Mojovaya y Bolshaya Konyushennaya, así como desde la Avenida Nevski, entre el canal Katherine y Moika. Se establecieron piquetes con la participación de vehículos blindados en los puentes que cruzan el canal Yekaterininski y Moika y en la calle Morskaya. Luego llegaron destacamentos de la Guardia Roja del distrito de Petrogradsk y del lado de Víborg, así como partes del regimiento Keksgolmsk, que ocuparon el área al norte de Moika. 
El Palacio de Invierno siguió siendo defendido por los cadetes, el batallón de choque de mujeres y los cosacos. En el gran Salón de Malaquita, ubicado en el segundo piso, se estaba llevando a cabo una reunión del Gabinete de Ministros del Gobierno Provisional, presidida por Konoválov. En la reunión, se decidió nombrar un "dictador" para eliminar los disturbios, siendo designado para el cargo Nikolái Kishkin. Habiendo recibido el nombramiento, Kishkin llegó a la sede del distrito militar, despidió a Pólkovnikov y nombró a Bagratuni en su lugar. En ese momento, el Palacio de Invierno estaba completamente bloqueado por las fuerzas del levantamiento.
A pesar de que las fuerzas del levantamiento superaban significativamente en número a las tropas que defendían el Palacio de Invierno, el asalto a las 18:00 horas no se lanzó. Esto se debió a una serie de circunstancias secundarias que provocaron un retraso en la movilización de las fuerzas revolucionarias, en particular, los destacamentos de marineros de Helsingfors no tuvieron tiempo de llegar. Además, la artillería de la fortaleza de Kronstadt no estaba preparada para disparar; los medios para señalar el asalto no estaban preparados. Sin embargo, el retraso en el asalto al mismo tiempo debilitó a los defensores del Palacio de Invierno, ya que poco a poco algunos junkers abandonaron sus posiciones. A las 18:15 horas, un importante grupo de cadetes de la Escuela de Artillería Mijáilovski abandonó el palacio, llevándose cuatro de los seis cañones que había. Alrededor de las 20:00 horas, 200 cosacos que custodiaban el palacio se dispersaron hacia los cuarteles, al notar que no había un apoyo masivo al gobierno.
El comisario de la Fortaleza de San Pedro y Pablo, Gueorgui Blagonravov, a las 18:30 envió dos scooters al Estado Mayor, donde llegaron con un ultimátum para entregar al Gobierno Provisional, con fecha límite para aceptación a las 19:10. El ultimátum fue entregado al Palacio de Invierno y rechazado por el Consejo de Ministros. Pronto el edificio del Estado Mayor fue ocupado por las fuerzas de los rebeldes.
A las 20:00 horas, el Comisario del Comité Militar Revolucionario, Grigori Chudnovski, llegó al Palacio de Invierno como parlamentario con un nuevo ultimátum para la rendición, que también fue rechazado. La Guardia Roja, las unidades revolucionarias de la guarnición y los marineros estaban listos para iniciar el asalto. Pasadas las 21:00 horas, las tropas revolucionarias comenzaron a disparar contra el Palacio de Invierno con fuego de fusiles y ametralladoras. A las 21:40, un disparo de señal del cañón de la Fortaleza de Pedro y Pablo disparó un tiro de fogueo del cañón de proa del Aurora, que un impacto psicológico en los defensores del Palacio de Invierno Después de eso, se desató nuevamente un tiroteo entre los sitiadores de Zimny y sus defensores. Luego, destacamentos de junkers y mujeres del batallón de choque, que abandonaron sus puestos, fueron desarmados. A las 10 de la noche, los barcos que apoyaban el levantamiento llegaron a Petrogrado desde Helsinki: el barco mensajero Yastreb y cinco destructores: Metki, Zabiyaka, Moshchni, Deyatelni y Samson. 
A las 23:00 horas, comenzaron los bombardeos de Zimny  desde la Fortaleza de San Pedro y Pablo, aunque la mayoría de los proyectiles no impactaron directamente en el edificio. Desde la orilla opuesta del Nevá, se dispararon 30-35 disparos con proyectiles de metralla, también se realizaron bombardeos con armas debajo del arco del Estado Mayor. El 26 de octubre, a primera hora de la noche, entraron en palacio los primeros grandes destacamentos de los sitiadores. A la una de la madrugada, la mitad del palacio ya estaba en manos de los rebeldes. Los junkers cesaron la resistencia y, a las 2:10 a. m., concluyó la captura del Palacio de Invierno. Antónov-Ovséyenko pronto llegó con un destacamento de fuerzas bolcheviques al Comedor Pequeño junto al Salón de Malaquita, donde se encontraban los miembros del Gobierno Provisional. El Ministro de Justicia P. N. Maliántovich recordó más tarde:

"Se escucharon golpes en nuestra puerta. Se abrió, y un hombrecito entró volando en la habitación como una astilla lanzada hacia nosotros por una ola, seguido de una multitud, que entró en la habitación detrás de él y, como el agua, se derramó en todos los rincones a la vez. y llenó la sala... Estábamos sentados a la mesa. Los guardias ya nos habían rodeado."
-El Gobierno Provisional está aquí- dijo Konoválov, sin dejar de sentarse. -¿Qué desean?-
-Os anuncio a vosotros, a todos vosotros, miembros del Gobierno Provisional, que estáis bajo arresto. Soy Antónov, representante del Comité Militar Revolucionario.-
“Los miembros del Gobierno Provisional fueron sometidos y se rindieron para evitar el derramamiento de sangre”, dijo Konoválov.

Los miembros arrestados del Gobierno Provisional (con excepción de Kérenski, quien había salido en busca de refuerzos) fueron puestos bajo una fuerte vigilancia y enviados a la Fortaleza de San Pedro y Pablo. Los junkers y el batallón de mujeres fueron desarmados..

## Número de víctimas
El número de víctimas de la lucha armada fue insignificante: en ambos bandos hubo 6 muertos y 50 heridos. Una huelguista del batallón de mujeres se suicidó posteriormente. El daño material fue estimado por la comisión Lunacharski en 2 millones de rublos.

## Consecuencias
Como resultado de la victoria del levantamiento el 26 de octubre, todo el poder en Petrogrado pasó al Comité Militar Revolucionario de Petrogrado (aunque la Duma de la ciudad de Petrogrado siguió en funcionamiento). En el II Congreso de los Sóviets de Diputados Obreros y Soldados, se declaró la transferencia del poder a los sóviets, y el 27 de octubre se formó un nuevo gobierno: el Consejo de Comisarios del Pueblo, encabezado por Lenin, que incluía sólo a los bolcheviques. Sin embargo, en ese momento, el gobierno soviético aún no controlaba todo el territorio del estado, y la resistencia de las fuerzas contrarrevolucionarias continuó. 